# Cosmochthonius semiareolatus
Cosmochthonius semiareolatus är en kvalsterart som beskrevs av Hammer 1966. Cosmochthonius semiareolatus ingår i släktet Cosmochthonius och familjen Cosmochthoniidae. Inga underarter finns listade i Catalogue of Life.